# پیکاچو (نیومکزیکو)
پیکاچو (به انگلیسی: Picacho) یک منطقهٔ مسکونی در ایالات متحده آمریکا است که در شهرستان لینکلن، نیومکزیکو واقع شده‌است. پیکاچو ۱٬۵۲۰٫۰۶ متر بالاتر از سطح دریا قرار دارد.